# بن قيطون
محمد بن قيطون الصغير البوزيدي هو الشاعر المخلد لقصة اسعيد و‌حيزية
ولد عام 1843.في مدينة سيدي خالد درس القرآن واللغة العربية في الزاوية المجاورة لبيته وهي زاوية سيدي علي الجروني التي ما زالت قائمة إلى حد الآن.
كتب الشعر وهو شاب يافع توفي عام 1907 ولقد استفاد من شعره عدة شعراء من بعده مثل بن زغادة والشيخ بن يوسف الذين ولدوا في الأعوام الأخيرة من حياته.

## بعض أبياته
قصيدة حيزية – لابن قيطون